# Special Branch
Special Branch (pol. Wydział Specjalny), wydział londyńskiej policji metropolitalnej – Scotland Yardu, wykonujący czynności policyjne dla służb wywiadu brytyjskiego, zwłaszcza dla służby bezpieczeństwa wewnętrznego i kontrwywiadu MI-5 (która nie ma prawa dokonywania aresztowań, a jej funkcjonariusze ze względów bezpieczeństwa, nie składają zeznań na procesach publicznych). Wydział Specjalny odpowiada również za ochronę dygnitarzy zagranicznych i wspólnie z MI-5 sprawuje dozór nad potencjalnymi terrorystami i zamachowcami.